# St. Maria Goretti (Brockdorf)

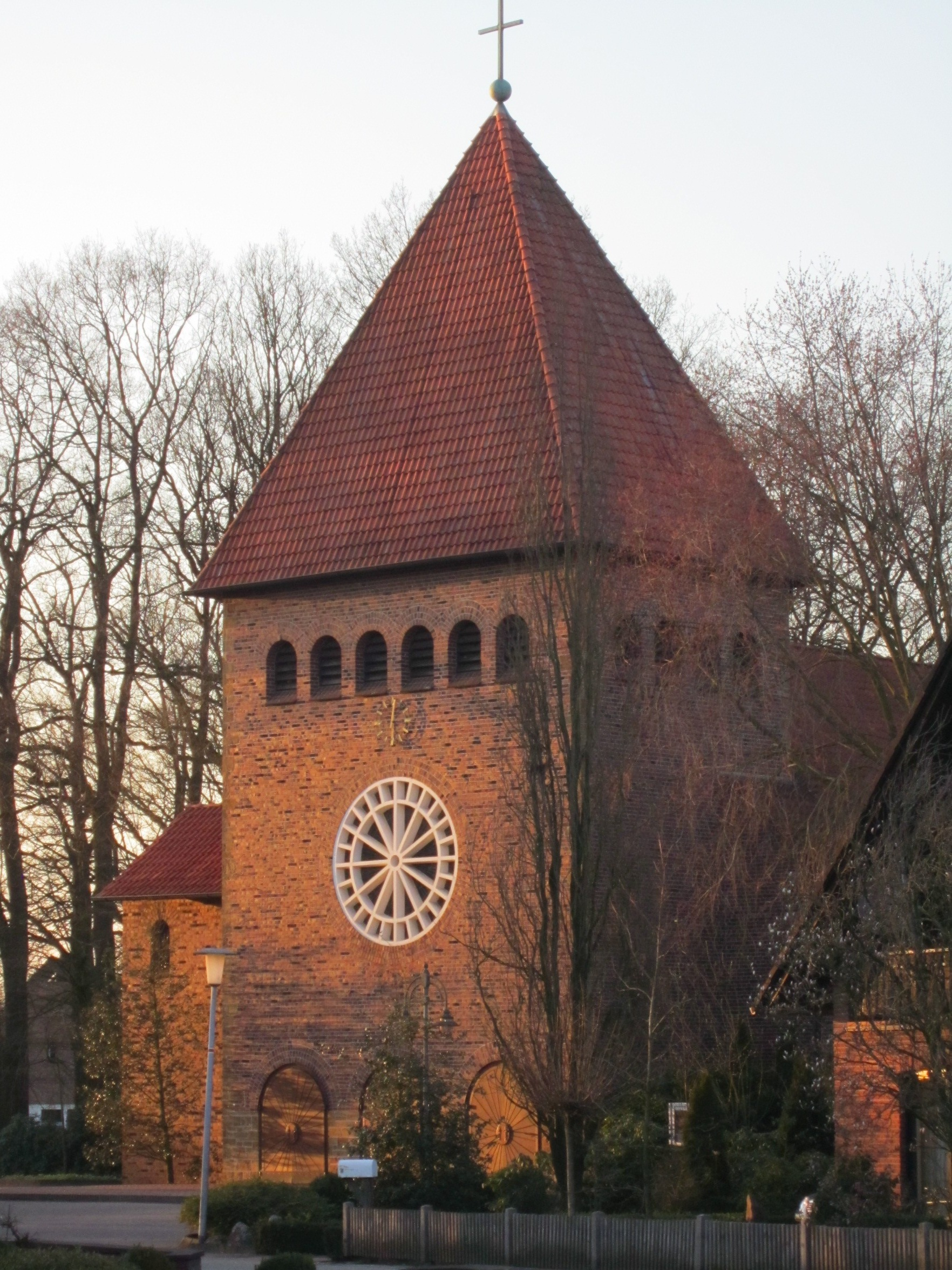
Kath. Kirche St. Maria Goretti in Lohne-Brockdorf

St. Maria Goretti in Brockdorf, einem Stadtteil von Lohne im niedersächsischen Landkreis Vechta, ist eine römisch-katholische Filialkirche der Pfarrei St. Gertrud (Lohne). Sie steht unter dem Patrozinium der heiligen Maria Goretti und gehört zum Dekanat Damme im Bistum Münster. Das Gotteshaus ist eine Saalkirche im Stil der Moderne und bietet 300 Gläubigen Platz.

## Geschichte

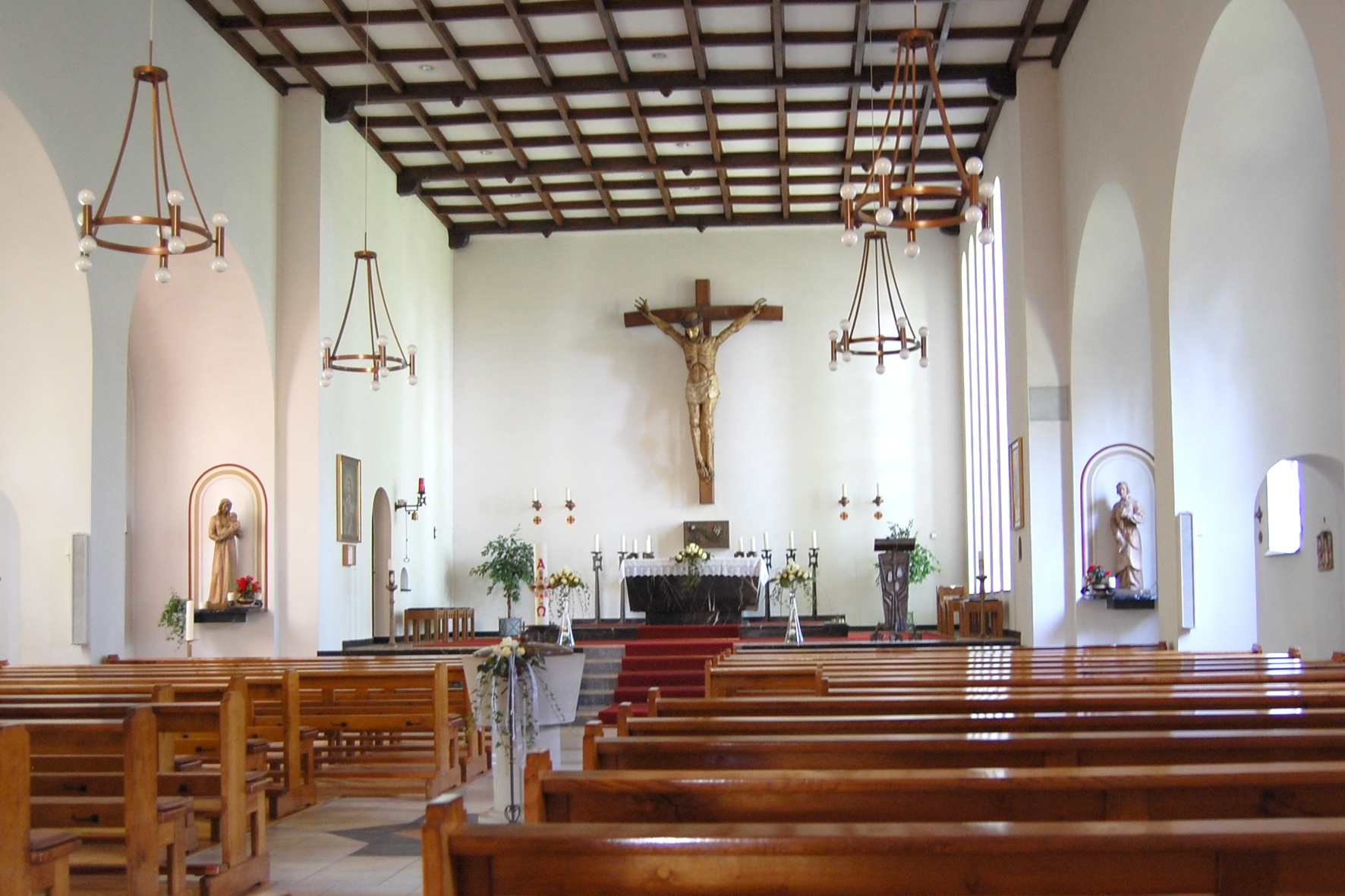
Kirche St. Maria Goretti in Brockdorf (2008)

Weil der Weg zur nächstgelegenen Pfarrei St. Gertrud in Lohne sehr weit war, wünschten sich die Katholiken der Bauerschaft Brockdorf ein eigenes Gotteshaus und gründeten 1951 einen Kapellenbauverein. Das erforderliche Baugrundstück schenkte die gräfliche Familie von Galen, die das Gut Querlenburg besaß.
Die vom Architekten Alfons Bocklage (Münster) entworfene Kirche wurde 1952/53 mit tatkräftiger Unterstützung der Einwohner in Brockdorf gebaut und am 6. Oktober 1953 durch Bischof Heinrich Roleff geweiht. Die gräfliche Tochter Hedwig von Galen durfte damals die hl. Maria Goretti zur Kirchenpatronin bestimmen.
Das Gebäude ist ein Backsteinbau mit Turm. Das 1959 eröffnete Pfarrhaus (mit Pfarrheim und Bücherei) konnte 1976 erweitert werden. Zunächst übernahmen die Patres der Dominikaner-Niederlassung in Vechta-Füchtel die sonntäglichen Gottesdienste. 1955 wurde der erste ständige Seelsorger für Brockdorf ernannt und die Kapellengemeinde St. Maria Goretti errichtet.
Durch Fusion entstand aus den Lohner Pfarreien St. Gertrud und St. Josef sowie aus der Kapellengemeinde St. Maria Goretti (Brockdorf) und der aufgelösten, seit 2006 zu St. Josef gehörenden Kapellengemeinde Kroge-Ehrendorf am 28. November 2010 die neue Kirchengemeinde St. Gertrud (Lohne).
Am 1. Januar 2024 schlossen sich die Pfarreien St. Gertrud (Lohne), St. Viktor (Damme), St. Catharina (Dinklage) und St. Johannes Baptist (Steinfeld) zusammen zum Katholischen Kirchenverband „Pastoraler Raum Damme“ mit Sitz in Damme.

## Glocken
Im Kirchturm von St. Maria Goretti hängen die folgenden drei Bronzeglocken, die in Hemelingen gegossen wurden.
- Glocke 1: Schlagton: g1; Ø 103 cm; Gießerei: Franz Otto; Gussjahr: 1963
- Glocke 2: Schlagton: b1; Ø 89 cm; Gießerei: Franz Otto; Gussjahr: 1963
- Glocke 3: Schlagton: c2; Ø 77 cm; Gießerei: Franz Otto; Gussjahr: 1963[4]

## Orgel

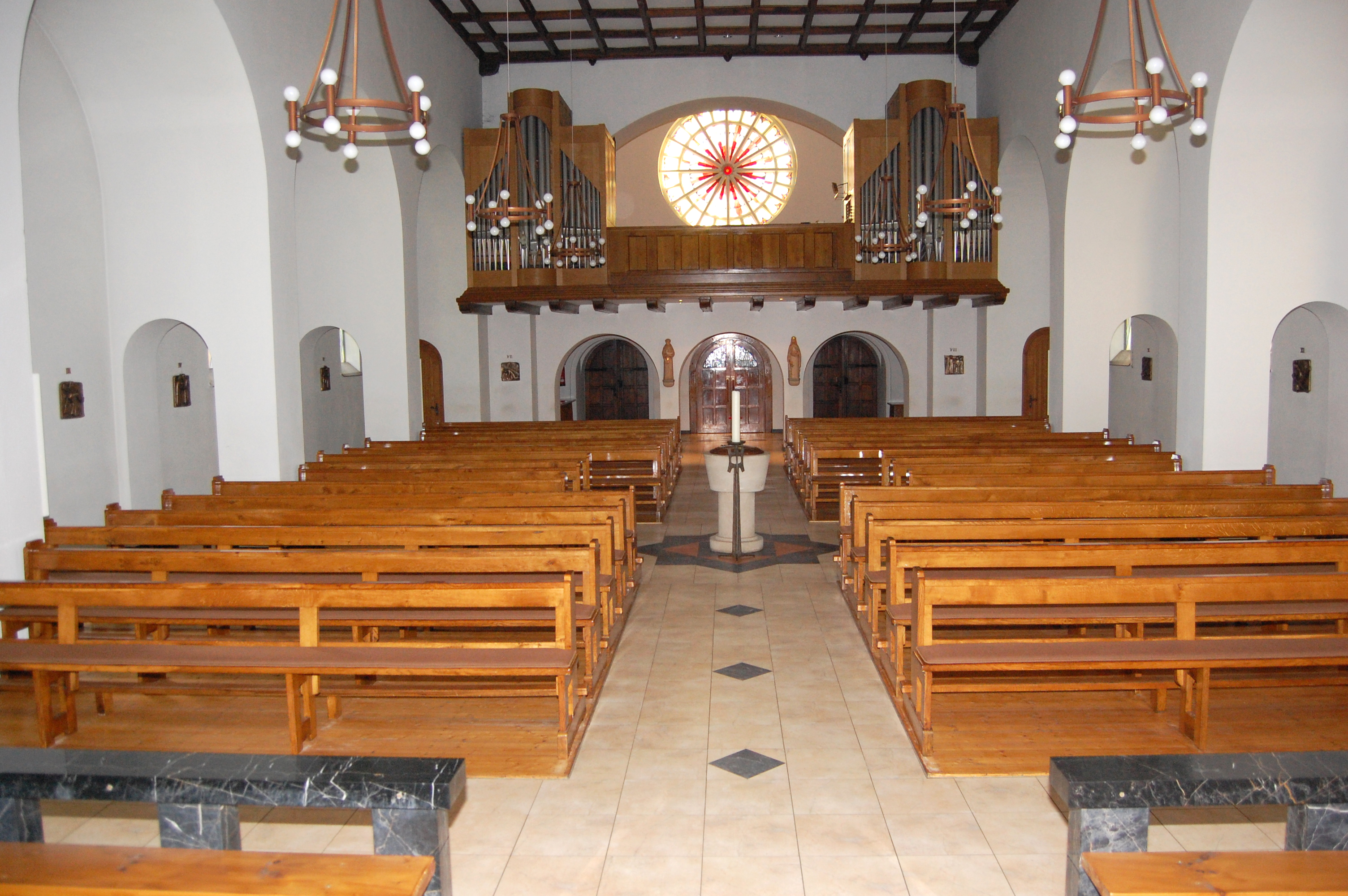
Kirche St. Maria Goretti in Brockdorf (2008)

Ab 1960 stand in St. Maria Goretti eine einfache Leihorgel (I/4) von Herbert Kruse (Lohne). Franz Breil (Dorsten) hatte 1931 eine große Orgel (II+P/32) für St. Georg (Vechta) geschaffen. Dieses gebrauchte Instrument stellte Alfred Führer (Wilhelmshaven) 1962 in Brockdorf auf. Martin Cladders (Badbergen) baute 1994 eine neue Orgel (II+P/17) für das Gotteshaus und verwendete dabei Teile der Vorgängerorgel. Dieselbe Firma führte 2016 eine Reinigung und Überholung des Instruments durch.
Die Schleifladen-Orgel von 1994 hat 17 Register und besitzt zwei Manuale (C - g3) sowie ein Pedal (C - f1). Die Spieltraktur und die  Registertraktur sind mechanisch.